# 장이브 르드리앙
장이브 르드리앙 (Jean-Yves Le Drian, 1947년 7월 30일, 로리앙 ~)은 프랑스의 정치인으로, 2017년부터 현재까지 프랑스 유럽·외교부 장관으로 재직하고 있다.
르드리앙은 1974년부터 2018년까지 사회당 (PS) 당원, 1981년부터 1998년까지 로리앙 시장, 1978년부터 1991년까지, 1997년부터 2007년까지 프랑스 하원의원, 2004년부터 2012년까지, 2015년부터 2017년까지 브르타뉴 지역의회의장을 지냈다.
1991년부터 1992년까지는 프랑수아 미테랑이 대통령으로 집권한 기간 동안 크레송 정부에서 해양 담당 장관을 지냈으며, 2010년에는 유럽 주변 임해 지역 회의 의장이 되었다. 2012년부터 2017년까지는 제1기 에로 정부, 제2기 에로 정부, 제1기 발스 정부, 제2기 발스 정부, 카즈뇌브 정부에서 쭉 국방장관으로 재직하면서 프랑수아 올랑드가 대통령으로 집권한 기간 내내 국방장관을 지냈다.
2017년, 르드리앙은 에두아르 필리프 정부에서 외무장관이 되었다. 사회당을 떠난 르드리앙은 2020년, 총무처 장관 출신 올리비에 뒤소프, 전 유럽 의회 의원 질 사바리와 함께 에마뉘엘 마크롱 대통령을 지지하는 사회주의자들의 정당 전진의 국토 (Territories of Progress)를 창당하는 데 참여했다. 르드리앙은 장 카스텍스 정부에서도 외무장관으로 재직하고 있다.
| 전임 제라르 롱게 | 국방부 장관 2012년 ~ 2017년 | 후임 실비 굴라르 |

| 전임 장마르크 에로 | 유럽·외교부 장관 2017년 ~ 현재 | 후임 (현직) |